# Rigangan III
Rigangan III is een bestuurslaag in het regentschap Kaur van de provincie Bengkulu, Indonesië. Rigangan III telt 590 inwoners (volkstelling 2010).